# Bandidus dalyensis
Bandidus dalyensis is een insect uit de familie van de mierenleeuwen (Myrmeleontidae), die tot de orde netvleugeligen (Neuroptera) behoort. 
Bandidus dalyensis is voor het eerst wetenschappelijk beschreven door New in 1985.